# پاکیتو اسکودرو
پاکیتو اسکودرو (انگلیسی: Paquito Escudero؛ زادهٔ ۲۴ مارس ۱۹۶۶) بازیکن فوتبال اهل اسپانیا است.
از باشگاه‌هایی که در آن بازی کرده‌است می‌توان به باشگاه فوتبال هرکولس اشاره کرد.